# El árbol de la ciencia
El árbol de la ciencia es una novela escrita por Pío Baroja, publicada originalmente en 1911 y considerada la tercera novela de su trilogía La raza. Considerada obra de carácter autobiográfico, la acción se desarrolla en varias localidades de España, entre 1887 y 1898, en el marco de la regencia de María Cristina de Habsburgo (1885-1902). 
La novela está dividida en dos partes (I-III y V-VII) separadas por una larga conversación filosófica entre el protagonista Andrés Hurtado, estudiante de medicina, y su tío, el doctor Iturrioz. En cuanto al origen del título, en el tercer capítulo de la cuarta parte del libro, en una conversación entre Andrés Hurtado y su tío Iturrioz, este, comenta la creación de Dios en Edén de dos árboles muy importantes: el árbol de la vida y el árbol de la ciencia, Dios prohíbe a Adán el fruto del último. A lo largo de la novela se contraponen el racionalismo, que tiene como valedor a Andrés Hurtado, y el vitalismo que caracterizaría al doctor Iturrioz.
El autor de la novela, Pío Baroja, manifestaba en sus memorias sobre este libro: «El árbol de la ciencia es, entre las novelas de carácter filosófico, la mejor que yo he escrito. Probablemente es el libro más acabado y completo de todos los míos».

## Composición
En la primera parte, se narra la vida de estudiante de medicina de Andrés Hurtado. A través de su familia, profesores, condiscípulos y amistades diversas, Baroja traza una despiadada radiografía del Madrid de finales del siglo XIX. 
En la segunda parte, cuenta la estancia de Hurtado como médico en Alcolea, aprovechada para mostrar la penosa situación del campesinado (caciquismo, ignorancia, desidia, resignación), el regreso a Madrid (donde trabaja como médico de higiene. Baroja hace énfasis en la situación de prostitución de Madrid del siglo XIX) y, finalmente, el desgraciado matrimonio con Lulú, chica que conoció en sus tiempos de estudiante. 
El intermedio filosófico (IV) descansa en el diálogo directo. Es, por lo tanto, radicalmente diferente al resto de la novela, ya que en ella predomina la narración en tercera persona con narrador parcial.

## Estilo
En cuanto al estilo en el que está escrita la novela, pueden identificarse las siguientes características:
1. El uso preferente, como se acaba de indicar, del narrador en tercera persona parcial (pues solo conoce los sentimientos de Andrés Hurtado y en todo momento nos situamos en los lugares en los que el protagonista está).
2. La centralización de forma exclusiva a través de Andrés Hurtado.
3. La utilización de la narración lineal.
4. La riqueza de personajes secundarios -casi todos caracterizados de forma negativa- de entre los que destaca Lulú, personaje ideal (es el único o, al menos uno de los pocos, que no tiene base autobiográfica) que Baroja construye poco a poco: comienza siendo una muchacha aparentemente insignificante y acaba como una mujer de carácter, inteligente y sensible.

### Noventayochistas
El árbol de la ciencia contiene las características generales que identifican el estilo de la Generación del 98, puesto que su autor, Pío Baroja, fue uno de los máximos exponentes de ese movimiento literario. Las características están presentes en toda la obra, y se ven reflejadas en varias ocasiones de una manera muy clara, como todo el pesimismo en el que se centra en la obra. Hay algunos temas que llaman la atención acerca de estas características, como que prácticamente ninguna de las familias está unida y la mayoría de los hombres trata a las mujeres como esclavas.
Características de la generación del 98 que se destacan en el texto:
1. La amargura existencial;
2. el hastío;
3. la angustia;
4. la melancolía del pasado;
5. la incertidumbre ante el futuro;
6. el cosmopolitismo.

## Personajes

### Personajes principales
Entre los principales personajes, hay que destacar el triángulo narrativo compuesto por el protagonista, Andrés Hurtado, su esposa Lulú, y su tío, el doctor Iturrioz. Andrés Hurtado es un joven que acaba de dar el paso del bachillerato a la universidad en el comienzo de la novela. 

### Personajes secundarios
Entre los numerosos personajes secundarios, destacan: don Pedro, padre de Andrés, y Alejandro, Pedro y Luisito, hermanos de Andrés y Margarita, su hermana. Julio Aracil y Jaime Massó, Montaner, Fermín Ibarra, Rafael Sañudo, Antonio Lamela, amigos o compañeros de Andrés. José de Letamendi, médico que existió en la realidad que figura en numerosos textos de Baroja, y a quien Baroja caracteriza críticamente, Doña Leonarda, madre de Lulú, y Niní, hermana de Lulú y novia de Julio Aracil. Antonio Casares, periodista amigo de Julio. Doña Virginia, personaje celestinesco. 
Además se encuentra un coro de personajes entre el casticismo y el folletín, como Rafael Villasús, artista mediocre y sus dos hijas Pura y Ernestina; Venancia y su chulo Manolo el Chafandín; don Martín, tío de Vitorio o “El Tío Miserias”, tendero y amigo de Aracil y Hurtado; Vicente, Juan e Isabel, primos del padre de Hurtado; don Juan Sánchez, médico de Alcolea del Campo, pueblo donde Andrés ejerció la medicina durante un tiempo; Pepinito y su esposa Dorotea, patrona de la pensión en Alcolea del Campo; don Blas Carreño, hidalgo de Alcolea; el Tío Garrota, vecino de Alcolea acusado de asesinar a su mujer, conflicto por el que Andrés dejó el pueblo. 
Otros personajes menores son la tía Negra, la señora Benjamina o Doña Pitusa y su hijo, apodado el Chuleta, don Cleto y el Maestrín.

### Ficción y realidad
La hermana de Baroja, Carmen Baroja, identificó algunos de los personajes de la obra con gente real:

En El árbol de la ciencia, que describe su vida de estudiante, aparecen Mohamed (Benalmadena), Iñigo (Venero), Masi Rodriguez (Ruiz Contreras), Lamela (Linares), Sañudo (Alloza), Iturrioz (el primo de mi madre, Justo Goñi). El padre del protagonista es un poco mi suegro Eduardo Caro y su manera de vivir en familia. Margarita, la hermana mayor, recuerda a mi madre, y yo soy un poco Luisito. La enfermedad de éste es la de mi hermano Darío. Pío describe el huerto de Andrés Alguacil y algo de la casa de la calle de Samaniego, de Valencia.. (Carmen Baroja, 1998: 198).